# Per Gudmundson (journalist)
Per Åke Gudmundson, född 25 augusti 1969 i Leksand, är en svensk journalist. Mellan februari 2019 och november 2020 var han presschef i Kristdemokraternas partiledarstab, men slutade den 6 november 2020 för att återgå till journalistiken. Sedan 2023 är han politisk sekreterare åt Daniel Källenfors.

## Uppväxt och utbildning
Gudmundson är bror till konstnären Anders Gudmundson.
Under sin studietid var han förste kurator för Uplands nation. Han har studerat filmvetenskap vid Stockholms universitet.
Gudmundson är intresserad av rockmusik och har även skrivit en del om detta. Han drev 2003–2015 en politisk blogg.

## Arbetsliv
Gudmundson har arbetat på Sveriges Television som redaktör för Studio 24 i SVT 24, och på Strix Television som redaktör för samhällsprogrammet Folkhemmet i TV 3.
Åren 2007–2019 var Gudmundson verksam som ledarskribent i Svenska Dagbladet.
Gudmundson har, såvål på sin blogg som i tidningar, skrivit mycket om muslimsk fundamentalism/islamism och islamisk terrorism.
År 2014 tilldelades Gudmundson Bohmanpriset, ett pris till Gösta Bohmans minne som utdelas till den som gjort särskilda insatser i den liberala och konservativa idédebatten i Gösta Bohmans anda, med tonvikt på frågor som rör demokrati, rättsstat och marknadsekonomi.
I februari 2019 tillträdde han som presschef i Kristdemokraternas partiledarstab. Hösten 2020 slutade han som presschef  för KD för att bli skribent på nättidskriften Bulletin. Gudmundson arbetade för Bulletin fram till februari 2022, varefter han arbetat med rådgivning och politisk kommunikation.